# Dominios asociados topológicamente

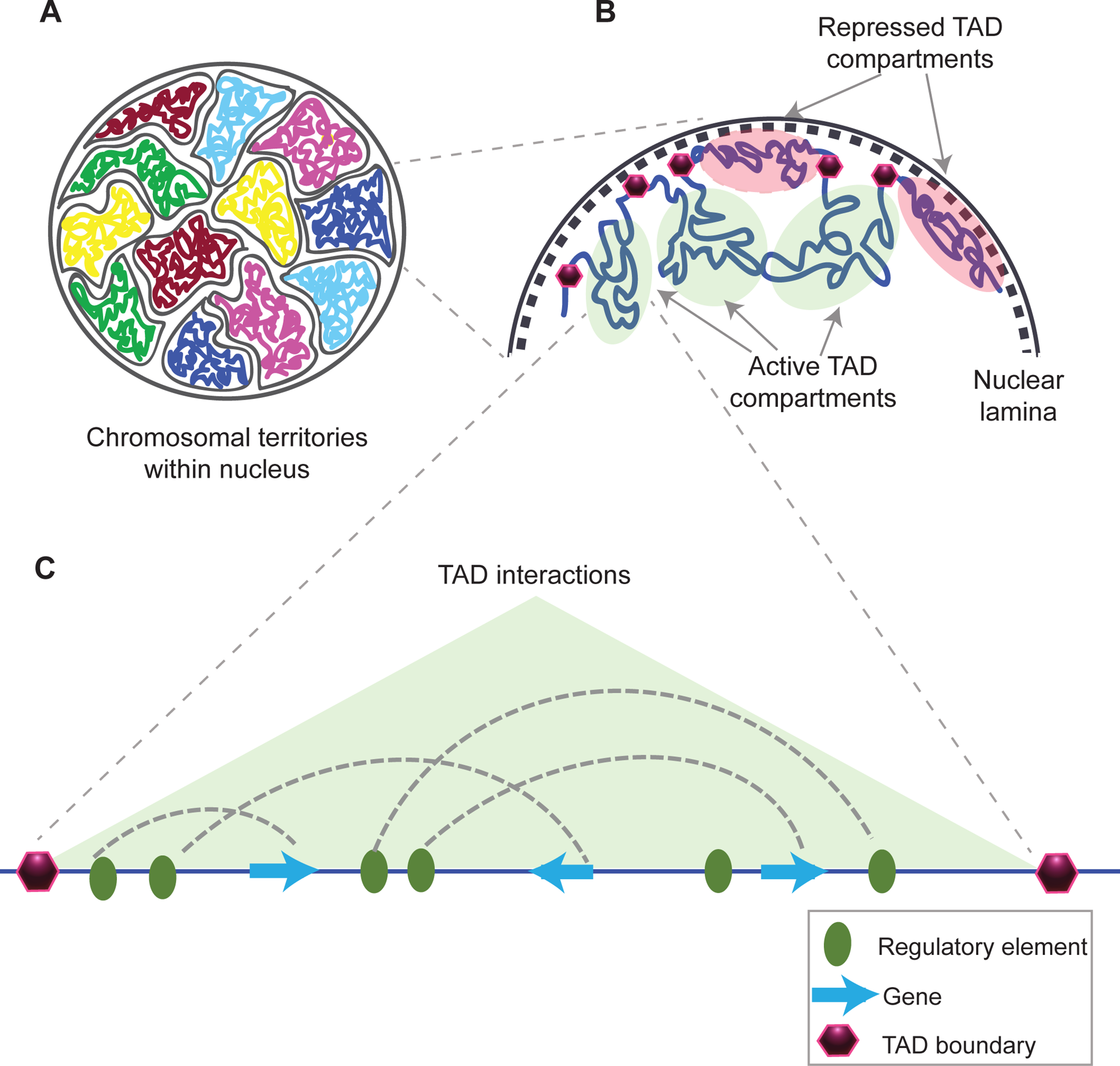
Dominios Asociados Topológicamente dentro de los territorios cromosomales, sus bordes e interacciones.

Un dominio asociado topológicamente o TAD (por sus siglas en inglés: Topologically Associated Domain) es una región genómica que interactúa consigo misma, lo que significa que las secuencias de ADN dentro de un TAD interactúan físicamente entre sí con más frecuencia que con secuencias fuera del TAD. El tamaño medio de un TAD en células de ratón es de 880 kb, y tienen tamaños similares en especies no mamíferas. Los límites a ambos lados de estos dominios se conservan entre diferentes tipos de células de mamíferos e incluso entre especies y están altamente enriquecidos con el factor de unión a CCCTC (CTCF) y sitios de unión a cohesina. Además, algunos tipos de genes (como los genes de transferencia de ARN y los genes de mantenimiento) aparecen cerca de los límites de TAD con más frecuencia de lo que cabría esperar al azar.
Las funciones de los TAD no se comprenden completamente y todavía es un tema de debate. La mayoría de los estudios indican que los TAD regulan la expresión génica al limitar la interacción potenciador-promotor a cada TAD, sin embargo, un estudio reciente desacopla la organización del TAD y la expresión génica. La alteración de los límites del TAD se asocia con una amplia gama de enfermedades como el cáncer, una variedad de malformaciones de las extremidades como la sinpolidactilia, el síndrome de Cooks y el síndrome F, y el número de trastornos como el cuerpo calloso hipoplásico y la leucodistrofia desmielinizante de inicio en la edad adulta.
Los mecanismos subyacentes a la formación de TAD también son complejos y aún no se han aclarado por completo, aunque varios complejos de proteínas y elementos de ADN están asociados con los límites de TAD. Sin embargo, el modelo de esposas y el modelo de extrusión de bucle se describen para describir la formación de TAD con la ayuda de CTCF y proteínas de cohesina. Además, se ha propuesto que la rigidez de los límites del TAD en sí misma podría causar el aislamiento del dominio y la formación del TAD.

## Descubrimiento y diversidad
Los dominios asociados topológicamente (TAD) se definen como regiones cuyas secuencias de ADN se contactan preferentemente entre sí. Fueron descubiertos en 2012 utilizando métodos de captura de la conformación de los cromosomas, incluida Hi-C.  Se ha demostrado que están presentes en múltiples especies, incluyendo moscas de la fruta (Drosophila), ratón, plantas, hongos y genomas humanos. En las bacterias, se les conoce como dominios de interacción cromosómica (CID).

## Herramientas analíticas y bases de datos
Las ubicaciones de los dominios asociados topológicamente (TAD) se definen aplicando un algoritmo a los datos Hi-C. Por ejemplo, los TAD a menudo se denominan de acuerdo con el llamado "índice de direccionalidad". El índice de direccionalidad se calcula para contenedores individuales de 40 kb, recopilando las lecturas que caen en el contenedor y observando si sus lecturas emparejadas se asignan aguas arriba o aguas abajo del contenedor (los pares de lectura deben abarcar no más de 2 Mb). Un valor positivo indica que hay más pares de lectura en sentido descendente que en sentido ascendente, y un valor negativo indica lo contrario. Matemáticamente, el índice de direccionalidad es una estadística de chi-cuadrado con signo.
El desarrollo de navegadores y bases de datos del genoma 3D como The 3D Genome Browser, 3DIV, 3D-GNOME, y TADKB nos han permitido visualizar la organización TAD de las regiones de interés en diferentes tipos celulares.

## Mecanismos de formación

Lazos de extrusión de DNA a través de anillos de Cohesina.

Se sabe que varias proteínas están asociadas con la formación de TAD, incluida la proteína CTCF y la cohesina del complejo proteico. También se desconoce qué componentes se requieren en los límites de TAD; sin embargo, en células de mamíferos, se ha demostrado que estas regiones límite tienen niveles comparativamente altos de unión a CTCF. Además, algunos tipos de genes (como los genes codificantes de ARN de transferencia y los genes constitutivos) aparecen cerca de los límites de TAD con más frecuencia de lo que cabría esperar por casualidad.
Las simulaciones por computadora han demostrado que la extrusión de bucles de cromatina impulsada por el superenrollamiento generado por transcripción asegura que la cohesina se reubique rápidamente y los bucles crezcan con una velocidad razonable y en una buena dirección. Además, el mecanismo de extrusión de bucle impulsado por superenrollamiento es consistente con explicaciones anteriores que proponen por qué los TAD flanqueados por sitios de unión CTCF convergentes forman bucles de cromatina más estables que los TAD flanqueados por sitios de unión CTCF divergentes. En este modelo, el superenrollamiento también estimula los contactos del promotor potenciador y se propone que la transcripción del ARNe envía la primera ola de superenrollamiento que puede activar la transcripción del ARNm en un TAD determinado. Los modelos computacionales también mostraron que los anillos de cohesina actúan como un peine molecular muy eficiente, empujando nudos y enredos como en los catenanos hacia el borde de los TAD, donde estos son eliminados por la acción de las topoisomerasas. De manera constante, la eliminación de enredos durante la extrusión del asa también aumenta el grado de segregación entre los cromosomas. Sin embargo, la prueba de la extrusión del bucle de ADN se limita hasta ahora a la condensina (complejo de proteína hermana de la cohesina).

## Propiedades

### Conservación
Se ha informado que los TAD son relativamente constantes entre diferentes tipos de células (en células madre y células sanguíneas, por ejemplo), e incluso entre especies en casos específicos.

### Relación con la interacción promotor-potenciador
La mayoría de interacciones observadas entre promotores y potenciadores no cruzan los límites de TAD. La eliminación de un límite de TAD (por ejemplo, utilizando CRISPR para eliminar la región relevante del genoma) puede permitir que se formen nuevos contactos promotor-potenciador. Esto puede afectar la expresión génica cercana; se ha demostrado que tal mala regulación causa malformaciones en las extremidades (por ejemplo, polidactilia) en humanos y ratones.
Las simulaciones por computadora han demostrado que el superenrollamiento inducido por la transcripción de las fibras de cromatina puede explicar cómo se forman los TAD y cómo pueden asegurar interacciones muy eficientes entre los potenciadores y sus promotores afines ubicados en el mismo TAD.

### Relación con otras características estructurales del genoma
Se ha demostrado que los dominios de tiempo de replicación están asociados con los TAD, ya que su límite está colocalizado con los límites de los TAD que se encuentran a ambos lados de los compartimentos. Se propone que los vecindarios aislados, bucles de ADN formados por regiones unidas a CTCF / cohesina, subyacen funcionalmente a los TAD.

## Rol en enfermedades
La alteración de los límites del dominio asociado topológicamente (TAD) puede afectar la expresión de genes cercanos y esto puede causar enfermedades.
Por ejemplo, se ha informado que las variantes genómicas estructurales que alteran los límites del TAD causan trastornos del desarrollo como malformaciones de las extremidades humanas. Además, varios estudios han proporcionado evidencia de que la alteración o reordenación de los límites de TAD puede proporcionar ventajas de crecimiento para ciertos cánceres, como la leucemia linfoblástica aguda de células T (LLA-T), gliomas, y cáncer de pulmón.

## Dominios asociados a la lámina nuclear

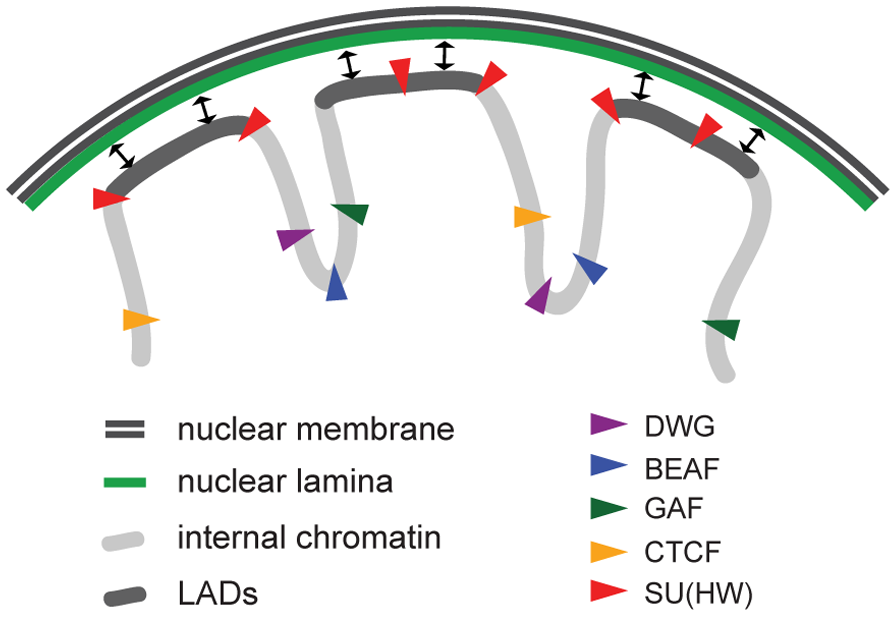
LADs (líneas grises oscuras) y proteínas que interaccionan con ellas. La lámina está indicada por una línea verde curva.

Los dominios asociados a la lámina (LAD) son partes de la cromatina que interactúan en gran medida con la lámina, una estructura en forma de red en la membrana interna del núcleo. Los LAD consisten principalmente en cromatina transcripcionalmente silenciosa, enriquecida con Lys27 trimetilada en la histona H3 (también denominada H3K27me3), que es una modificación de histona postraduccional común de la heterocromatina. Los LAD tienen sitios de unión a CTCF en su periferia